# منذر جوابرة
منذر جوابرة (1976-) فنان تشكيلي فلسطيني، ينحدر من قرية عراق المنشية المهجرة عام 1948، من مواليد مخيم العروب ويقيم ويعمل في مدينة بيت لحم. حاصل على شهادة البكالوريوس في الفنون من جامعة النجاح في نابلس عام2001، والدبلوم العالي من جامعة القدس عام 2017. وشهادة الماجستير في الفنون من جامعة دار الكلمة بيت لحم عام 2024. شارك في بطولة فيلم اصطياد أشباح للمخرج رائد انضوني.

## حياته الفنية
بدأ مشواره الفني في وقت مبكر من حياته، حيث تأثر بالبيئة المحيطة به والواقع الفلسطيني المعاش. يقدم قراءات متعددة لعمله الفني، أبرزها نظرته حول مفهوم الهدم والبناء من خلال إعادة تمزيق أعماله القديمة وبنائها، في عمل يفكك من خلاله البعد العاطفي والرمزي المرتبط باللحظة والزمن. وعمل على أعمال تركيبية ووسائط متعددة، وأعمال أدائية بتوظيف الجسد للتعبير عن قضايا إنسانية وسياسية. كان من مؤسسي جاليري المحطة عام 2008 في رام الله، كما أسس مرسم 301 في بيت لحم عام 2013. وهو عضو في مجلس إدارة رابطة الفنانين التشكيليين الفلسطينيين منذ العام 2006. عمل محاضراً في العديد من الجامعات الفلسطينية منها: كلية العلوم التربوية التابعة للأونروا بين الأعوام (2004-2009)، وجامعة القدس خلال الأعوام (2009-2011)، وجامعة القدس المفتوحة، وكلية دار الكلمة الجامعية، وكلية فلسطين التقنية، وجامعة فلسطين الأهلية. ليتفرغ بعدها للإنتاج الفني.
ساهم في العديد من النشاطات المجتمعية، وعمل مدرباً في العديد من المؤسسات، ونشر مجموعة من المقالات الفنية عن فنانين فلسطينيين وعرب، شارك في العديد من الإقامات الفنية حول العالم، مثل مدينة الفنانين الدولية في باريس عام 2020، وفي مؤسسة "رانس" في المغرب عام 2014، ودار الفنون في المغرب عام 2015، وفضاء صديقة في تونس خلال العامين 2016 و2017، التي عملت على تحولات ملهمة في مشواره الفني لتوظيفه تقنيات متعددة في الأعمال التركيبية والوسائط المتعددة، لا سيّما الأعمال الأدائية بتوظيف طاقة الجسد بالتعبير عن القضايا الإنسانية والسياسية.

## أسلوبه الفني
تتميز أعمال منذر جوابرة بأسلوبها الواقعي الاجتماعي، حيث يعكس من خلالها الحياة اليومية للفلسطينيين والصعوبات التي يواجهونها تحت الاحتلال. يستخدم مجموعة متنوعة من الوسائط الفنية مثل الرسم، والنحت، والفيديو، والأداء الفني. تُعبر أعماله عن قصص إنسانية وتجارب شخصية، مما يمنحها بعداً عاطفياً عميقاً وجاذبية فنية مميزة.

## مشاركاته ومعارضه
شارك منذر جوابرة في العديد من المعارض الفردية والجماعية على الصعيدين المحلي والدولي. من أبرز معارضه الفردية معرض بقاء في مركزخليل السكاكيني في رام الله عام 2005، و"قصص من الجدار" الذي عُقد في رام الله عام 2012، ومعرض "في ظل الانتظار" الذي أُقيم في بيروت عام 2015، وزمن مكسور في في رام الله عام 2016، ومعرض عُلّو في تونس عام 2017، ومعرض حافّة في باريس عام 2019، ومعارض في لبنان والأردن وألمانيا، كما شارك في بينالي الشارقة للفنون في الإمارات العربية المتحدة، ومعرض فينيسيا للفنون في إيطاليا.
وشارك في العديد من المعارض الجماعية ومنها: المعرض الآسيوي الإفريقي جالا في اليابان عام 2005، والمهرجان الدولي لحقوق الإنسان في أسكتلندا عام 2006، ومعرض مساحة محتلة من أجل فلسطين في لندن عام 2008، و سيتاديلا للثقافة والفنون في باريس عام 2011، وفي غرفة التغيير التحولات العربية في لندن ومصر عام 2012، ومعرض جسر الى فلسطين في بيروت عام 2014، ومعرض الحياة الثانية في تونس عام 2016، وفي روائع الفن العربي الحديث والمعاصر في معهد العالم العربي في باريس عام 2017، وخلال العام 2018 شارك في معرض المرأة في الثورة في متحف جامعة بير زيت، ومعرض بينالي دكا للفن الآسيوي الدولي في دورته 18 في بنغلادش. وحصل على جائزة فيه عن عمله عُلّو.

## جوائزحصل عليها
حصل منذر جوابرة على العديد من الجوائز والتكريمات تقديراً لإسهاماته الفنية. من أبرز الجوائز التي نالها جائزة مؤسسة عبد المحسن القطان للفنون في عام 2010، وجائزة التميز في الفنون من وزارة الثقافة الفلسطينية في عام 2015، وحاز على جائزة تقديرية عن عمل «عُلُوّ» في بينالي الفن الآسيوي – بنغلادش في آب 2018.